# Driveria ponderosa
Driveria ponderosa — вид нессавцевих терапсид. Вид існував у пермському періоді (280—268 млн років тому), його скам'янілі рештки знайдені у пластах формації Сан Анжело у Техасі, США.